# Sebastián Píriz
Sebastián Gerardo Píriz Ribas (Montevideo, Uruguay, 4 de marzo de 1990) es un futbolista uruguayo. Juega como mediocentro defensivo, y actualmente juega en River Plate de la Primera División de Uruguay.

## Estadísticas

### Clubes
| Club              | País           | Año           | Partidos | Goles | Asistencias | Prom. |
| ----------------- | -------------- | ------------- | -------- | ----- | ----------- | ----- |
| Danubio           | Uruguay        | 2010 - 2012   | 37       | 2     | 1           | 0.05  |
| Peñarol           | Uruguay        | 2013 - 2015   | 77       | 8     | 4           | 0.1   |
| Tigre             | Argentina      | 2016          | 8        | 0     | 0           | 0     |
| Al-Shabab         | Arabia Saudita | 2016          | 2        | 0     | 0           | 0     |
| Emelec            | Ecuador        | 2017          | 16       | 0     | 0           | 0     |
| Liverpool         | Uruguay        | 2018          | 20       | 1     | 0           | 0,05  |
| Panionios FC      | Grecia         | 2018          | 8        | 0     | 0           | 0     |
| River Plate       | Uruguay        | 2019 - 2021   | 35       | 4     | 1           | 0,11  |
| Defensor Sporting | Uruguay        | 2021 - 2022   | 11       | 0     | 2           |       |
| Atenas            | Uruguay        | 2022          | 14       | 0     | 0           |       |
| Sanat Naft        | Iràn           | 2022 - 2023   | 7        | 0     | 1           |       |
| Terremoto         | Uruguay        | 2023          | 0        | 0     | 0           |       |
| Sud América       | Uruguay        | 2023-2025     | 24       | 1     | 0           |       |
| Cerrito           | Uruguay        | 2025-presente | -        | -     | -           |       |
| Total             |                |               | 203      | 15    | 7           | 0.07  |

## Palmarés

### Torneos nacionales
| Título              | Club    | País    | Año     |
| ------------------- | ------- | ------- | ------- |
| Torneo Apertura     | Peñarol | Uruguay | 2012    |
| Campeonato Uruguayo | Peñarol | Uruguay | 2012-13 |
| Torneo Clausura     | Peñarol | Uruguay | 2015    |
| Torneo Apertura     | Peñarol | Uruguay | 2015    |
| Serie A de Ecuador  | Emelec  | Ecuador | 2017    |